# بوسكو (شركة)
بوسكو (POSCO) (سابقًا: بوهانغ للحديد والصلب Pohang Iron and Steel) هي شركة كورية جنوبية لصناعة الصلب مقرها في بوهانج، كوريا الجنوبية. بلغ إنتاجها 42,000,000 طن متري (41,000,000 طن كبير؛ 46,000,000 طن صغير) من الفولاذ الخام في عام 2015.
في عام 2010 كانت أكبر شركة لتصنيع الصلب في العالم من حيث القيمة السوقية. تم تصنيف بوسكو في المركز 146 في قائمة فورتشن غلوبال 500 لأكبر الشركات في العالم.

شعار بوسكو الكورية الجنوبية

## وصلات خارجية
- posco.com
- Yahoo! Finance page for PKX
- Yahoo! Finance page for 005490.KS
- Posco India نسخة محفوظة 30 مارس 2009 على موقع واي باك مشين.
- India environment portal for resources on POSCO
- History of POSCO 1968-2010